# 몬테벨로술산그로
몬테벨로술산그로(이탈리아어: Montebello sul Sangro)는 이탈리아 아브루초주 키에티도에 있는 코무네이다.